# 21485 Ash
21485 Ash (1998 HV137) là một tiểu hành tinh vành đai chính được phát hiện ngày 20 tháng 4 năm 1998 bởi nhóm nghiên cứu tiểu hành tinh gần Trái Đất phòng thí nghiệm Lincoln ở Socorro.